# Fernando Cuenca
Fernando Ernesto Cuenca Friederichsen (Ciudad de México; 7 de abril de 1939-18 de marzo de 2015), también conocido con el apodo de El Perro, fue un futbolista mexicano que jugaba de defensa.

## Trayectoria
Ingresó al Club América en la temporada 1959-60. A lo largo de su carrera profesional, jugó exclusivamente para "los americanistas", con quienes ganó dos veces el campeonato mexicano y la competencia de copa.

## Selección nacional
Debutó con la selección mexicana en un partido disputado el 28 de marzo de 1963 por el Campeonato Concacaf inaugural ante Jamaica, que ganó 8-0 y en el que anotó su primer y único gol internacional en el marcador parcial de 5-0 al minuto 49. Jugó dos días después ante Costa Rica (0-0) y el 19 de marzo de 1967 ante Honduras (1-0).

### Participaciones en Campeonatos Concacaf
| Copa                                          | Sede        | Resultado      | Part. | Goles |
| --------------------------------------------- | ----------- | -------------- | ----- | ----- |
| Campeonato de Naciones de la Concacaf de 1963 | El Salvador | Séptimo puesto | 2     | 1     |
| Campeonato de Naciones de la Concacaf de 1967 | Honduras    | Subcampeón     | 1     | 0     |

## Palmarés

### Títulos nacionales
| Título           | Equipo       | País   | Año     |
| ---------------- | ------------ | ------ | ------- |
| Copa México      | Club América | México | 1963-64 |
| Copa México      | Club América | México | 1964-65 |
| Primera División | Club América | México | 1965-66 |
| Primera División | Club América | México | 1970-71 |